# 클릭비의 월차
《클릭비의 월차》는 2017년 11월 28일부터 대한민국의 웹컨텐츠 프로덕션인 원더월TV와 태그바이TV가 제작/방영하고 있는 힐링예능으로써, 클릭비의 멤버 강후, 김상혁, 노민혁, 우연석이 각자의 바쁜 삶 속에서 하루의 월차를 내어 강화도에서 다양한 체험과 여행을 하는 프로그램이다.

## 개요
- 현재 Facebook, YouTube, 인스타그램[깨진 링크(과거 내용 찾기)]의 원더월TV에서 방영중이다.
- 클릭비의 멤버중 강후, 김상혁, 노민혁, 우연석만 출연하였다.
- 추후 제작 예정될 시즌2에서는 다른 멤버들이 합류할 예정이다.
- 연출은 웃찾사의 화상고 멤버 박상철이 맡았다.